# Льюїс (Вісконсин)
Льюїс (англ. Lewis) — переписна місцевість (CDP) в США, в окрузі Полк штату Вісконсин. Населення — 87 осіб (2020).

## Географія
Льюїс розташований за координатами 45°43′19″ пн. ш. 92°23′32″ зх. д. / 45.72194° пн. ш. 92.39222° зх. д. (45.721887, -92.392215).  За даними Бюро перепису населення США в 2010 році переписна місцевість мала площу 3,78 км², з яких 3,77 км² — суходіл та 0,02 км² — водойми.

## Демографія
Згідно з переписом 2010 року, у переписній місцевості мешкали 164 особи в 67 домогосподарствах у складі 40 родин. Густота населення становила 43 особи/км².  Було 78 помешкань (21/км²).
Расовий склад населення:
| - 93,3 % — білих - 1,2 % — корінних американців - 0,6 % — чорних або афроамериканців - 0,6 % — азіатів |

До двох чи більше рас належало 4,3 %. Частка іспаномовних становила 3,0 % від усіх жителів.
За віковим діапазоном населення розподілялося таким чином: 23,8 % — особи молодші 18 років, 59,1 % — особи у віці 18—64 років, 17,1 % — особи у віці 65 років та старші. Медіана віку мешканця становила 42,5 року. На 100 осіб жіночої статі у переписній місцевості припадало 95,2 чоловіків;  на 100 жінок у віці від 18 років та старших — 98,4 чоловіків також старших 18 років.
Середній дохід на одне домашнє господарство  становив 40 592 долари США (медіана — 37 813), а середній дохід на одну сім'ю — 49 246 доларів (медіана — 49 167). За межею бідності перебувало 21,1 % осіб, у тому числі 27,3 % дітей у віці до 18 років та 14,8 % осіб у віці 65 років та старших.
Цивільне працевлаштоване населення становило 38 осіб. Основні галузі зайнятості: будівництво — 18,4 %, публічна адміністрація — 15,8 %, мистецтво, розваги та відпочинок — 15,8 %.